# Уличная проституция

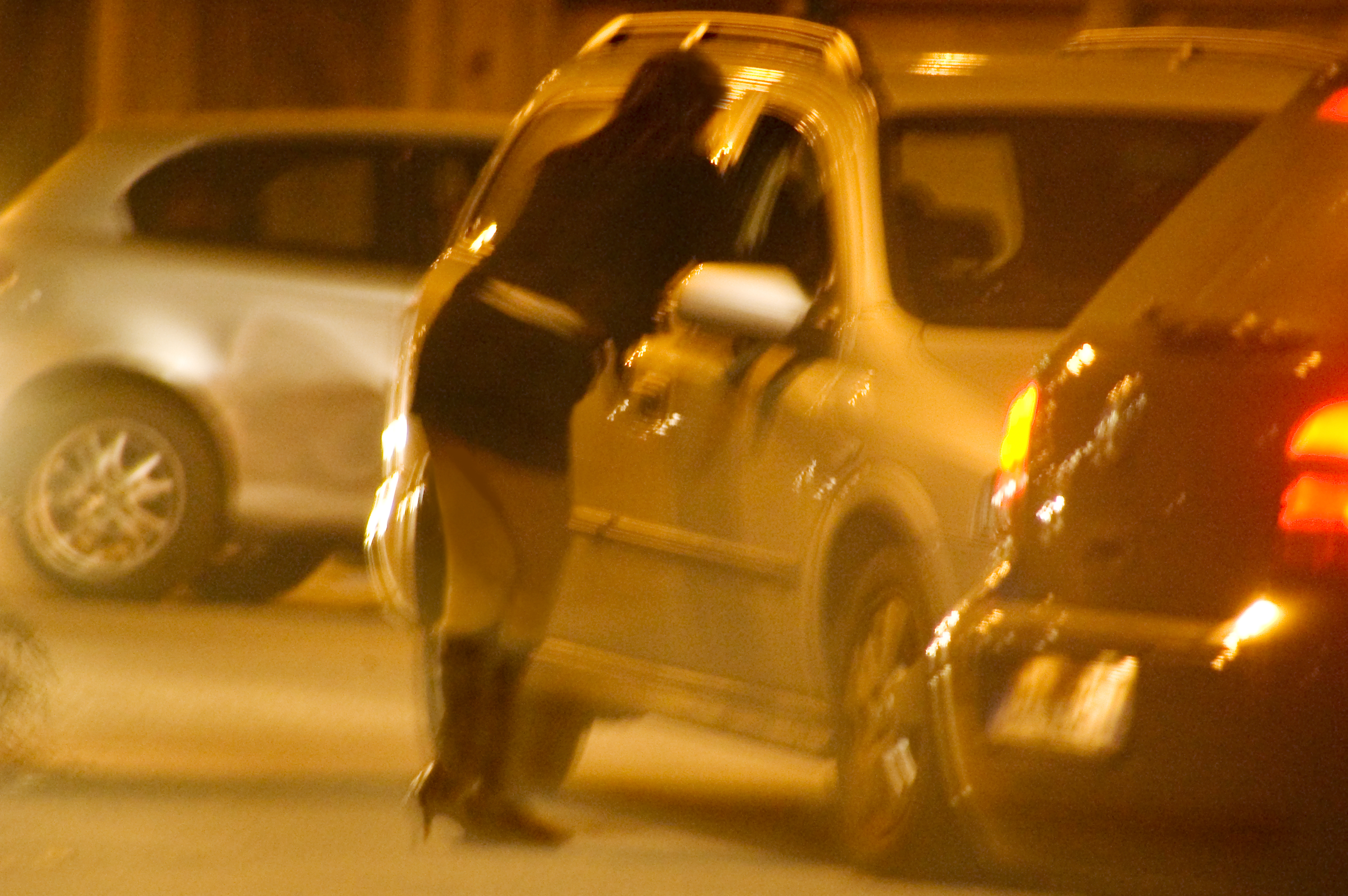
Итальянская проститутка разговаривает с клиентом, Турин, 2005

Уличная проститу́ция — коммерческое предложение или предоставление сексуальных услуг, связанное с поиском клиентов в местах общественного пользования: на обочинах людных автодорог, на автомобильных стоянках и т. п. Сам половой акт может происходить в машине клиента, близлежащем безлюдном переулке, в доме проститутки либо в комнате мотеля.
Как правило, этот вид деятельности чаще проявляет себя в странах с тёплым климатом. Отмечается, что он привлекает к себе больше внимания общественности, прессы и правоохранительных органов, чем другие виды проституции.

## В России
По негласной классификации, принятой в СССР, эта категория работниц секс-индустрии принадлежала к самой низкой касте «ночных бабочек»:
Третий уровень: так называемые «уличные», обслуживавшие главным образом водителей автотранспорта, осуществлявших междугородние или международные перевозки) и «вокзальные», которые группируются на вокзалах, рынках, стоянках такси, вино-водочных магазинах и т. п. Доля лиц старше 35 лет — 85,5 %, значительная часть попадала на вокзалы по мере утраты привлекательности. Уличная проституция имеет и второй путь развития: дочери вокзальных проституток неизбежно попадают на панель. До 90 % таких женщин являлись ранее судимыми, причем 10 % из них многократно.

## Законодательство
Даже в странах, где проституция легализована (например, в Канаде и в Великобритании), «работа на улице» считается незаконной.
Уличная проституция полностью разрешена в Новой Зеландии.
В Нидерландах позволено практиковать в специально отведённых зонах, своего рода бизнес-парках.
Согласно исследованиям 2008 года в США, уличные проститутки в США после каждых 30 «сеансов» вынуждены отдаваться патрульному полицейскому во избежание ареста (среднестатистически).
Проституция в Казахстане не запрещена законом, хотя принудительная проституция, проституция, связанная с организованной преступностью, и действия, способствующие проституции, такие как управление борделем или проституцией, являются незаконными